# Червоний корсар
Червоний корсар (англ. The Crimson Pirate) — американський пригодницький фільм 1952 року.

## Сюжет
Кінець XVIII століття. Капітан Валло, відомий як «Червоний корсар», і його команда морських розбійників захоплюють іспанський галеон, повний зброї та амуніції. Коли Валло вирішує продати свою здобич Ель Лібре, ватажку заколотників з острова Кобра, іспанський представник, барон Груда, пропонує пірату п'ятдесят тисяч флоринів в обмін на Ель Лібре. Валло опиняється в складній ситуації, перебуваючи між іспанцями, заколотниками та своєю власною командою. Червоного корсара рятує любов дочки Ель Лібре, Консуело, він знову завойовує довіру своїх підопічних і допомагає жителям острова в їхній боротьбі за свободу.

## У ролях
| Актор            | Роль                     |
| ---------------- | ------------------------ |
| Берт Ланкастер   | капітан Валло            |
| Нік Кревет       | Оджо                     |
| Єва Барток       | Консуело                 |
| Торін Тетчер     | Гамбл Белловс            |
| Джеймс Хейтер    | професор Еліу Праденс    |
| Леслі Бредлі     | барон Хосе Груда         |
| Марго Грем       | Б'янка                   |
| Ноел Перселл     | Пабло Мерфі              |
| Фредерік Лейстер | Себастьян                |
| Еліот Мейкхем    | губернатор               |
| Френк Петтінгелл | полковник                |
| Дана Вінтер      | Ла Сігноріта             |
| Крістофер Лі     | Джозеф, військовий аташе |
| Еван Робертс     | Claw Paw                 |
| Джон Чендос      | Stub Ear                 |
| Дерек Тенслі     | пов'язка но оці          |
| Чарльз Фаррелл   | Отрута Пол               |